# 弗朗西斯科·普纳尔
弗朗西斯科·「帕特西」·普纳尔·马丁内斯（西班牙語：Francisco 'Patxi' Puñal Martínez，1975年9月6日—），西班牙足球運動員，長期效力西甲球會奧沙辛拿 ，司職防守中場，同時擔任隊長。

## 球員生涯
賓奴生於納瓦拉城市潘普洛納，除了曾被借用至馬德里球隊利根尼斯兩季外，整個職業生涯也是效力家鄉球隊奧沙辛拿。1997年6月15日，賓奴為奧沙辛拿首度上陣，該場作客對埃瓦爾的西乙賽事最終打和1–1。在借用期屆滿後，賓奴回到奧沙辛拿成為球隊的絕對正選，於2001年10月27日收獲西甲處子球，助球隊主場4–0完勝馬略卡，當時賓奴已年屆26歲。
奧沙辛拿在2005–06賽季達到全盛時期，追平隊史最佳成績的西甲第4名，作為球隊功臣的賓奴在當季上陣34場，攻入4球。2006年11月29日，在主場對奧丹斯的歐洲足協盃分組賽中，賓奴3次進球（包括一記烏龍球），奧沙辛拿以3–1得勝，球隊最終一路殺至四強。總結2006–07賽季，賓奴共上陣近50場正式賽事。
2007年至2010年間，賓奴繼續是球隊的主力成員，共出席100場聯賽，攻入兩球，兩球都是來自2007–08賽季。隨著擔任隊長的後衞César Cruchaga退役離隊，賓奴順理成章地成為奧沙辛拿新任隊長。

## 外部連結
- 奧沙辛拿官方檔案 （西班牙文）
- BDFutbol檔案 （页面存档备份，存于） （英文）
- Futbolme profile （页面存档备份，存于） （西班牙文）
- Transfermarkt檔案 （页面存档备份，存于） （英文）